# Xian de Wannian
Le xian de Wannian (chinois : 万年县 ; pinyin : wànnián xiàn) est un district administratif de la province du Jiangxi en Chine. Il est placé sous la juridiction de la ville-préfecture de Shangrao.

## Démographie
La population du district était de 344 847 habitants en 1999.

## Subdivisions administratives
Le xian comporte six bourgs et six cantons :
- Le bourg de Chenying 陈营镇.
- Le bourg de Shizhen 石镇镇.
- Le bourg de Qingyun 青云镇.
- Le bourg de Zibu 梓埠镇.
- Le Bourg de Dayuan est un bourg-canton 大源镇.
- Le bourg de Peimei 裴梅镇.
- Le canton de Huyun 湖云乡.
- Le canton de Qibu 齐埠乡.
- Le canton de Wangjia 汪家乡.
- Le canton de Shangfang 上坊乡.
- Le canton de Suqiao 苏桥乡.
- Le canton de Zhutian 珠田乡.

## Transports
Au niveau des chemins de fer, le xian est desservi par la ligne Wangan (zh).
Au niveau aérien, le plus proche aéroport, est l'aéroport de Shangrao Sanqingshan (code IATA : SQD • code OACI : ZSSR).